# Fallen Angels (serie de televisión)
Perfect Crimes es una serie estadounidense producida por Propaganda Films y emitida ente los años 1993 y 1995 en el canal de pago por cable Showtime. Su productor fue Steve Golin, ente otros, y su productor ejecutivo fue Sydney Pollack. El tema de apertura de la serie fue compuesto por Peter Bernstein.
Periódicamente, algunas canciones interpretadas por Patti Page y Billie Holiday se utilizaron durante la serie.
Originalmente la serie se llamaba Fallen Angels, pero a Europa llegó con el título de Perfect Crimes.

## Directores
Algunos directores de la serie fueron:
- Tom Cruise
- Alfonso Cuarón
- Peter Bogdanovich
- John Dahl
- Agnieska Holland
- Steven Soderbergh

## Estrellas invitadas
Entre muchas de las estrellas invitadas de esta serie se encuentran:
Primera temporada (1993)
- Gary Oldman, Gabrielle Anwar, Dan Hedaya, Wayne Knight y Meg Tilly.
- Tom Hanks, Marg Helgenberger y Bruno Kirby.
- Joe Mantegna y Bonnie Bedelia.
- Peter Gallagher, Nancy Travis y Isabella Rossellini.
- Laura Dern, Alan Rickman y Diane Lane.
- Gary Busey, Tim Matheson y James Woods.

Segunda temporada (1995)
- Madchen Amick y Kiefer Sutherland.
- Brendan Fraser y Peter Coyote.
- Eric Stoltz
- Dana Delany y Benicio Del Toro.
- Bill Pullman y Heather Graham.
- Miguel Ferrer y Peter Berg.
- Michael Rooker y Christopher Lloyd.
- Danny Glover y Valeria Golino.
- Bill Nunn, Giancarlo Esposito y Cynda Williams.

## Ediciones
En Estados Unidos la primera temporada se editó en dos partes en formato VHS, con el título original de Fallen Angels. La segunda temporada sólo se editó en Europa y en Australia, en 1999, en un pack de 3 DVD.